# ألاسان ديوب
ألاسان جوب (بالفرنسية: Alassane Diop) هو لاعب كرة قدم دولي موريتاني محترف (من مواليد 22 سبتمبر 1997)، يلعب في مركز الوسط المدافع، لصالح نادي العروبة المنافس ضمن أندية دوري المحترفين العماني منذ بداية عام 2020. وهو لاعب دولي في صفوف المنتخب الوطني الموريتاني منذ عام 2015. وقد استُدعي ضمن الفريق الذي خاض أول مشاركة في تاريخ المنتخب على مستوى كأس الأمم الأفريقية في نسخة 2019 التي أقيمت في مصر.
لعب ألسان في الدوري الموريتاني لصالح نادي نواذيبو، الذي يعدّ أحد أنجح الأندية الموريتانية على الإطلاق. وقد كانت بدايته الاحترافية من هناك، قبل أن يخوض عدة تجارب احترفية خارج موريتانيا، بدأها مع نادي ليبايا في لاتفيا عام 2017، ولم تدم تجبرته كثيرا هناك، إذ سرعان ما عاد إلى بيته الأول نواذيبو.

وابتداء من صيف 2018 بدأ رحلة احترافية أخرى في منطقة شبه الجزيرة العربية، بدأها من نادي هجر السعودي. ثم خاض تجربة احترافية قصيرة في قطر عام 2019 مع نادي الشمال المنافس ضمن أندية الدرجة الثانية القطري. أتبعها بتجربة قصيرة أخرى مع نادي زاخو العراقي. واستقر به المقام منذ بداية عام 2020 في صفوف نادي العروبة العماني.
عام 2015 استدعى الناخب الوطني كورينتين مارتينز ألاسان للمنتخب الموريتاني لأول مرة، واللاعب حينها لم يتجاوز سن الـ18، وقد كانت أول بطولة يلعبها بقميص المنتخب حينما ضمت التشكيلة المستدعاة للمشاركة في بطولة أمم إفريقيا للمحليين 2018 التي أُقيمت في المغرب اسمه ضمن قائمة الـ23، وشارك أساسياً رفقة المنتخب في البطولة. كما سبق أن استُدعِي للمنتخب الأول.

## وصلات خارجية
- ألاسان ديوب على موقع قاعدة بيانات كرة القدم.إي يو (الإنجليزية)
- ألاسان ديوب على موقع ناشيونال فوتبول تيمز (الإنجليزية)